# Rondeletia purdiei
Rondeletia purdiei är en måreväxtart som beskrevs av Joseph Dalton Hooker. Rondeletia purdiei ingår i släktet Rondeletia och familjen måreväxter. Inga underarter finns listade i Catalogue of Life.